# Ministerium für Wirtschaft und Industrie (Israel)
Das Ministerium für Wirtschaft und Industrie (hebräisch מִשְׂרַד הַכַּלְכָּלָה וְהַתַּעֲשִׂיָּה Misrad haKalkalah wehaTaʿassijjah) ist das israelisches Wirtschaftsministerium. Derzeitige Ministerin für Wirtschaft und Industrie ist Orna Barbivai.

## Geschichte
Zuerst Ministerium für Handel und Industrie (1948–1977), anschließend Ministerium für Industrie, Handel und Tourismus (1977–1981), darauf Ministerium für Industrie und Handel (1981–2003) und Ministerium für Industrie, Handel & Beschäftigung (מִשְׂרַד הַתַּעֲשִׂיָּה, הַמִּסְחָר וְהַתַּעֲסוּקָה Misrad haTaʿassijjah, haMis'char wehaTaʿassūqah); abgekürzt:
משרד התמ״ת, später Ministerium für Wirtschaft und Handel (מִשְׂרַד הַכַּלְכָּלָה וְהַמִּסְחָר Misrad haKalkala wehaMis'char). Aktuell Ministerium für Wirtschaft und Industrie.

## Liste der Minister
| Minister             | Partei                 | Regierung                 | Amtsdauer                             |
| -------------------- | ---------------------- | ------------------------- | ------------------------------------- |
| Peretz Bernstein     | Allgemeine Zionisten   | prov.                     | 14. Mai 1948 – 10. März 1949          |
| Elieser Kaplan       | Mapai                  | 1.                        | 10. März 1949 – 1. November 1950      |
| Jakob Geri           | parteilos              | 2.                        | 1. November 1950 – 8. Oktober 1951    |
| Dov Yosef            | Mapai                  | 3.                        | 8. Oktober 1951 – 24. Dezember 1952   |
| Peretz Bernstein     | Allgemeine Zionisten   | 4., 5.                    | 24. Dezember 1952 – 29. Juni 1955     |
| Fritz Naphtali       | Mapai                  | 6.                        | 9. Juni 1955 – 3. November 1955       |
| Pinchas Sapir        | Mapai                  | 7., 8., 9., 10., 11., 12. | 3. November 1955 – 25. Mai 1965       |
| Chaim Josef Zadok    | Mapai                  | 12., 13.                  | 25. Mai 1965 – 22. November 1966      |
| Zeev Sherf           | Mapai                  | 13., 14.                  | 22. November 1966 – 15. Dezember 1969 |
| Josef Sapir          | Gachal                 | 15.                       | 5. Dezember 1969 – 6. August 1970     |
| Pinchas Sapir        | HaMaʿarach             | 15.                       | 1. September 1970 – 5. März 1972      |
| Chaim Bar-Lew        | Likud                  | 15., 16., 17.             | 5. März 1972 – 20. Juni 1977          |
| Jigal Hurwitz        | Likud                  | 18.                       | 20. Juni 1977 – 1. Oktober 1978       |
| Gideon Patt          | Likud                  | 18., 19., 20.             | 15. Januar 1979 – 13. September 1984  |
| Ariel Scharon        | Likud                  | 21., 22., 23.             | 13. September 1984 – 20. Februar 1990 |
| Mosche Nissim        | Likud                  | 23., 24.                  | 7. März 1990 – 13. Juli 1992          |
| Michael Charisch     | ʿAvoda                 | 25., 26.                  | 13. Juli 1992 – 18. Juni 1996         |
| Natan Scharanski     | Jisraʾel baʿAlijja     | 27.                       | 18. Juni 1996 – 6. Juli 1999          |
| Ran Cohen            | Meretz                 | 28.                       | 6. Juli 1999 – 24. Juni 2000          |
| Ehud Barak           | Jisraʾel Achat         | 28.                       | 24. September 2000 – 7. März 2001     |
| Dalia Itzik          | Jisraʾel Achat; ʿAvoda | 29.                       | 7. März 2001 – 2. November 2002       |
| Ariel Scharon        | Likud                  | 29.                       | 2. November 2002 – 28. Februar 2003   |
| Ehud Olmert          | Likud, Kadima          | 30.                       | 28. Februar 2003 – 4. Mai 2006        |
| Eli Jischai          | Schas                  | 31                        | 4. Mai 2006 – 31. März 2009           |
| Benjamin Ben Eliezer | ʿAvoda                 | 32.                       | 31. März 2009 – 18. Januar 2011       |
| Schalom Simchon      | HaʿAtzmaʾut            | 32.                       | 18. Januar 2011 – 18. März 2013       |
| Naftali Bennett      | HaBajit haJehudi       | 33.                       | 18. März 2013 – 14. Mai 2015          |
| Arje Deri            | Schas                  | 34.                       | 14. Mai 2015 – 3. November 2015       |
| Benjamin Netanyahu   | Likud                  | 34.                       | 3. November 2015 – 1. August 2016     |
| Mosche Kachlon       | Kulanu                 | 34.                       | 1. August 2016 – 23. Januar 2017      |
| Eli Cohen            | Kulanu                 | 34.                       | 23. Januar 2017 – 17. Mai 2020        |
| Amir Peretz          | ʿAvoda                 | 35.                       | 17. Mai 2020 – 13. Juni 2021          |
| Orna Barbivai        | Chossen leJisraʾel     | 36.                       | 13. Juni 2021 – 29. Dezember 2022     |
| Nir Barkat           | Likud                  | 37.                       | 29. Dezember 2022 – amtierend         |

## Stellvertretende Minister
| Minister         | Partei               | Regierung | Amtsdauer                                                              |
| ---------------- | -------------------- | --------- | ---------------------------------------------------------------------- |
| Salman Susajew   | Allgemeine Zionisten | 4., 5.    | 15. Juni 1953 – 29. Juni 1955                                          |
|                  |                      |           |                                                                        |
| Arje Eliav       | HaMaʿarach           | 13.       | 17. Oktober 1966 – 22. November 1966 28. November 1966 – 26. Juni 1967 |
|                  |                      |           |                                                                        |
| Jitzchak Peretz  | Likud                | 18.       | 28. Juni 1977 – 15. Januar 1979                                        |
|                  |                      |           |                                                                        |
| Mascha Lubelski  | ʿAvoda               | 25., 26.  | 4/8/1992 – 18. Juni 1996                                               |
|                  |                      |           |                                                                        |
| Eli Ben-Menachem | ʿAvoda               | 29.       | 7. März 2001 – 2. November 2002                                        |
| Michael Ratzon   | Likud                | 30.       | 5. März 2003 – 28. Oktober 2004                                        |
| Eli Aflalo       | Kadima               | 30.       | 30. März 2005 – 4. Mai 2006                                            |
|                  |                      |           |                                                                        |
| Orit Noked       | ʿAvoda               | 32.       | 31. März 2009 – 18. Januar 2011                                        |